# Droit des brevets au Canada
Au Canada, le droit des brevets est une branche d'étude du droit de la propriété intellectuelle qui s'intéresse aux brevets. Selon l'article 2 de la Loi sur les brevets, un brevet peut se définir comme étant des « Lettres patentes couvrant une invention ». En d'autres mots, un brevet est un document juridique émis par le gouvernement du Canada envers un inventeur et qui lui confère, pendant vingt ans à compter de la date de dépôt de la demande du brevet, un monopole sur l'invention. 

## Législation
La Loi sur les brevets confère au propriétaire du brevet le droit, la faculté et le privilège exclusif de fabriquer, construire, exploiter et vendre à d’autres, pour qu’ils l’exploitent, l’objet de l’invention.

## Critères de brevetabilité
Pour être brevetable en vertu de la Loi sur les brevets, une invention doit être nouvelle, utile et non-évidente.

### Invention
En vertu de la Loi sur les brevets, une invention vise « Toute réalisation, tout procédé, toute machine, fabrication ou composition de matières, ainsi que tout perfectionnement de l’un d’eux, présentant le caractère de la nouveauté et de l’utilité ». Dans l'arrêt Harvard College c. Canada (Commissaire aux brevets), le juge Bastarache développe sur ce terme : 
Je reconnais que la définition que la Loi sur les brevets  donne du mot « invention » est générale.  Comme cette loi a été conçue pour promouvoir l’innovation notamment, il est tout à fait raisonnable de s’attendre à ce que la définition du terme « invention » soit suffisamment large pour englober les techniques imprévues et imprévisibles.  Je ne puis toutefois souscrire à l’affirmation que la définition est illimitée au sens de viser « tout ce qui est fabriqué par l’être humain ».  En rédigeant la Loi sur les brevets , le législateur a choisi d’adopter une définition exhaustive qui limite l’invention à « [t]oute réalisation, tout procédé, toute machine, fabrication ou composition de matières ».  Le législateur n’a pas défini le terme « invention » comme « tout ce qui est fabriqué par l’être humain et qui présente le caractère de la nouveauté et de l’utilité ».  En choisissant de définir ainsi le mot « invention », le législateur a indiqué qu’il avait clairement l’intention d’inclure certains objets comme étant brevetables et d’exclure d’autres objets pour le motif qu’ils ne relèvent pas de la Loi.  Il y a lieu de garder cela à l’esprit au moment de décider si les mots « fabrication » et « composition de matières » visent des formes de vie supérieures,.

#### Nouvel usage
Comme il a été souligné dans Apotex Inc. c. Wellcome Foundation : « Lorsque la nouvelle utilisation est l'élément essentiel de l'invention, l'utilité requise pour qu'il y ait brevetabilité (art. 2) doit, dès la date de priorité, être démontrée ou encore constituer une prédiction valable fondée sur l'information et l'expertise alors disponibles ».

##### Prédiction valable
Dans l'arrêt Apotex Inc. c. Wellcome Foundation, le tribunal a clarifié la règle de la prédiction valable et attesté que cette dernière comporte trois éléments fondamentales. Dans un premier temps, la prédiction doit avoir un fondement factuel. Ensuite, à la date de la demande de brevet, l'inventeur doit avoir un raisonnement clair et valable. Finalement : « il doit y avoir divulgation suffisante. Normalement, la divulgation est suffisante si le mémoire descriptif explique d'une manière complète, claire et exacte la nature de l'invention et la façon de la mettre en pratique. En général, il n'est pas nécessaire que l'inventeur fournisse une explication théorique de la raison pour laquelle l'invention fonctionne. Le lecteur pragmatique est uniquement intéressé de savoir que l'invention fonctionne et comment la mettre en pratique. Dans ce type d'affaire, toutefois, la prédiction valable est, jusqu'à un certain point, la contrepartie que le demandeur offre pour le monopole conféré par le brevet ».

#### Ce qui n’est pas brevetable
En vertu de l'article 27(8) de la Loi sur les brevets : « Il ne peut être octroyé de brevet pour de simples principes scientifiques ou conceptions théoriques ». 

## Annexe